# Amblycerus schwarzi
Amblycerus schwarzi är en skalbaggsart som beskrevs av John M. Kingsolver 1970. Amblycerus schwarzi ingår i släktet Amblycerus och familjen bladbaggar. Inga underarter finns listade i Catalogue of Life.